# 长安镇 (平利县)
长安镇，是中华人民共和国陕西省安康市平利县下辖的一个乡镇级行政单位。

## 行政区划
长安镇下辖以下地区：
中坝村、张家店村、枣园沟村、千佛洞村、柴家沟村、枣坪沟村、梁家桥村、石牛河口村、官田坝村、连仙河村、石牛村、金石村、金沙河村、大木沟村、双杨村、杨柳坝村、小仙河村、双河村、西河村和兴隆村。